# Scytalopus intermedius
El churrín de Utcubamba o tapaculo de Utcubamba (Scytalopus intermedius), también denominado tapaculo de Leymebamba, es una especie de ave paseriforme de la familia Rhinocryptidae perteneciente al numeroso género Scytalopus. Es endémico de los Andes centrales del norte de Perú. Tratado como subespecie, fue elevado a la categoría de especie en el año 2020.

## Distribución y hábitat
La especie se distribuye en los Andes centrales del norte de Perú, al sur del departamento de Amazonas Es conocido en alrededor de veinte localidades, principalmente en la cuenca del río Utcubamba, pero, hacia el oeste hasta arriba de la margen derecha del río Marañón (cerca de Tullanya), hacia el este hasta arriba de la margen izquierda del río Huallaga, y hacia el sur por lo menos hasta el centro de San Martín (Puerta del Monte). En altitudes entre 2560 y 3600 m. En la pendiente oriental y arriba de la margen derecha del extremo norte del Utcubamba parece ser reemplazado a menores altitudes por Scytalopus parvirostris y a mayores por S. acutirostris. En las cadenas montañosas entre los ríos Marañón y Utcubamba es reemplazado a mayores altitudes por  S. altirostris.

## Sistemática

### Descripción original
La especie S. intermedius fue descrita por primera vez por el ornitólogo estadounidense John Todd Zimmer en 1939 bajo el nombre científico de subespecie Scytalopus unicolor intermedius; la localidad tipo es «La Lejia, norte de Chachapoyas, 9000 pies, (c. 2740 m), Amazonas, Perú». El holotipo, AMNH 234580, un macho adulto, fue colectado el 3 de marzo de 1925 y se encuentra depositado en el Museo Americano de Historia Natural.

### Etimología
El nombre genérico masculino «Scytalopus» se compone de las palabras del griego «skutalē, skutalon»: bastón, palo, garrote, y «pous, podos»: pies; significando «con los pies como  garrotes»; y el nombre de la especie «intermedius», del latín: intermedio, en referencia al tamaño intemediario de la especie.

### Taxonomía
Inicialmente fue descrita dentro del entonces complejo Scytalopus unicolor, del cual también hacía parte el churrín negruzco (Scytalopus latrans); con la separación de este último, pasó a ser tratada como una subespecie del mismo. Los estudios de Cadena et al. (2020) demostraron mediante comparación genética que la presente especie es hermana de Scytalopus macropus (de tamaño bastante mayor) y solamente pariente distante de S. latrans y S. latrans subcinereus, que son parientes próximos de otras formas. Adicionalmente, demostraron la diferencia de los cantos con S. macropus, a pesar de similares. La separación fue aprobada en la Propuesta No 858 al Comité de Clasificación de Sudamérica (SACC) en junio de 2020.